# Arseniato reduttasi (azurina)
La arseniato reduttasi (azurina) è un enzima appartenente alla classe delle ossidoreduttasi, che catalizza la seguente reazione:
arsenito + H2O + 2 azurinaox ⇄ arseniato + 2 azurinared + 2 H+
L'enzima contiene un centro di molibdopterina che comprende due cofattori molibdopterina guanosina dinucleotide, legati al molibdeno, un centro [3Fe-4S] ed un centro Rieske [2Fe-2S]. Utilizza anche il citocromo c o l'O2 come accettori. 
La azurina è una proteina blu contenente rame, presente in molti batteri, che è sottoposta a cicli di ossidazione-riduzione da Cu(I) a Cu(II) e trasferisce singoli elettroni tra enzimi.